# 1984年夏季残疾人奥林匹克运动会荷兰代表团
1984年夏季残疾人奥林匹克运动会荷兰代表团是荷兰派出的1984年夏季残疾人奥林匹克运动会代表团。获得55枚金牌、52枚银牌和28枚铜牌。